# Carl Johnson
Carl "CJ" Johnson este un personaj fictiv care apare ca protagonistul jocului video de succes Grand Theft Auto: San Andreas, din seria Grand Theft Auto creată de Rockstar Games. CJ este un membru al bandei stradale Grove Street din orașul Los Santos, San Andeas, condusă de fratele său mai mare, Sean (Sweet). CJ și-a părăsit prietenii, familia și banda și a plecat să lucreze în Liberty City, deși se întoarce cinci ani mai târziu, după moartea mamei sale. Pe parcursul jocului, Carl lucrează să recâștige încrederea familiei și prietenilor săi și să reclădească Grove Street, dar își face numeroși noi inamici și ajunge să fie de trădat de prietenii săi, care în secret au fost responsabili pentru moartea mamei lui, astfel că este exilat din Los Santos. Totuși, aici el își face numeroși noi prieteni și aliați, devine bogat și de succes print numeroase afaceri și în cele din urmă se întoarce în Los Santos, la rădăcinile sale de gangster, pentru a se răzbuna pe toți cei ce i-au provocat suferință.
CJ este jucat de rapper-ul Young Maylay, care a conturat personajul după personalitatea sa.

## Apariții

### Trecut
Carl s-a născut în 1968, în Los Santos, San Andreas, familia sa constând în mama lui, Beverly Johnson, și fratele și sora sa mai mare, Sean (poreclit "Sweet"), respectiv Kendl, precum și fratele său mai mic, Brian. CJ a devenit rapid prieten apropiat cu Melvin Harris (poreclit "Big Smoke") și Lance Wilson ("Ryder"), care locuiau chiar lângă casa lui, și, când au devenit adolescenți, toți trei, împreună cu Brian, s-au alăturat bandei Grove Street, condusă de Sweet. Carl, Big Smoke și Ryder au devenit rapid membri importanți ai bandei, CJ devenind chiar sub-liderul, iar CJ și-a păstrat prietenia strânsă cu cei doi, precum și cu familia sa.
Totuși, în 1987, Brian este omorât iar Sweet îl acuză furios pe CJ, spunând că acesta l-ar fi putut salva, dar nu a făcut nimic. Supărat, Carl se distanțează de familia sa și pleacă în Liberty City, unde începe să lucreze la garajul deținut de Joey Leone furând diverse mașini pentru el, precum și să comită multe alte crime.

### Grand Theft Auto: San Andreas

#### Introducerea
În 1992, ofițerul de poliție corupt Frank Tenpenny și echipa sa C.R.A.S.H. (Community Resources Against Street Hoodlums) din Los Santos ucid un alt ofițer care urma să-i dea în vileag Afacerilor Interne și formează o alianță secretă cu Big Smoke și Ryder, convingându-i să trădeze Grove Street pentru bani și putere. Big Smoke planifică un atac al unui grup de Ballas, rivalii principali ai Grove Street, asupra casei familiei Johnson, pentru a-l omorî pe Sweet. Totuși, cum acesta nu se afla în casă în acel moment, atacul o ucide în schimb pe Beverly. Devastat, Sweet îl sună pe CJ să-i dea veștile, care, întristat, realizează că a stat prea mult timp departe de casă și astfel se întoarce în Los Santos.

#### Povestea principală

##### Întoarcerea în Los Santos
După o lungă absență de 5 ani, Carl se întoarce în sfârșit în Los Santos. Totuși, imediat la sosire, CJ este interceptat de Tenpenny și de C.R.A.S.H., care îi spun despre ofițerul omorât și amenință să-l acuze pe Carl dacă nu va face ce îi spun când vor avea nevoie de serviciile sale. După ce Tenpenny îl lasă să plece, CJ sosește la casa sa, unde se reîntâlnește cu Big Smoke, înainte ca cei doi să se îndrepte spre înmormântarea mamei lui Carl, unde acesta se reîntâlnește și cu Sweet, Kendl și Ryder. Sweet este supărat pe Carl pentru lunga sa absență din Los Santos, lăsându-și de izbeliște toți prietenii și familia, și îl învinuiește pentru slăbirea din putere a Grove Street. Cu toate acestea, CJ îl convinge pe Sweet să-l ierte, după ce promite să rămână în Los Santos și să ajute la reconstruirea bandei.
Cei doi frați încep să lucreze îndeaproape cu Big Smoke și Ryder pentru a readuce Grove Street la putere, reunind familiile despărțite, procurând arme superioare pentru membrii ei din diverse surse din Los Santos, și recucerind vechile lor teritorii de la rivalii lor, Ballas. În timpul războiului din bande, CJ este ocazional limitat de ordinele lui Tenpenny, care îl forțează pe Carl să-l ajute cu diverse afaceri pe piața neagră, majoritatea legate de droguri, sau să omoare diverse persoane care dețin dovezi incriminatorii împotriva lui. Mai târziu, Sweet îi cere lui Carl să-l investigheze pe noul prieten al lui Kendl, Cesar Vialpando, care este liderul propriei sale bande, Varrios Los Aztecas, ceea ce-l deranjează pe Sweet. În ciuda bănuielilor sale, CJ descoperă că Cesar este o persoană bună și chiar îi pasă de Kendl, iar cei doi deven curând prieteni buni. Tot în timpul războiului dintre bande, Carl se reîntâlnește cu OG Loc, un vechi prieten și membru ocazional al Grove Street, recent eliberat din închisoare, care îi cere ajutorul în a-l aduce la faliment pe rapper-ul faimos Madd Dogg, pentru a-i asigura lui cariera de rapper (ceea ce va deveni un element important în poveste mai târziu).
Cu Grove Street mai puternică ca oricând, Sweet intenționează să ambuscheze un grup major de Ballas și să pună capăt războiului. Totuși, înainte ca CJ să ajungă și el la luptă, el este sunat de către Cesar, care îi cere să se întâlnească cu el în altă parte. Acolo, Cesar îi arată lui CJ o scenă șocantă: Big Smoke, Ryder, Tenpenny și niște Ballași lucrează împreună pentru a ascunde mașina folosită în atacul care a ucis-o pe mama lui Carl. Astfel, CJ descoperă că Big Smoke și Ryder au trădat Grove Street și s-au aliat în secret cu Tenpenny și Ballas, aranjând împreună moartea mamei sale. CJ se grăbește să-l avertizeze pe Sweet, dar ajunge prea târziu deoarece Sweet a fost deja grav rănit de contra-ambuscada Ballașilor, iar amândoi frații sunt apoi arestați de poliție. Cu conducerea Grove Street (Sweet și Carl) eliminată, Big Smoke și Ryder își declară deschis alianța cu Ballas și preiau Los Santos-ul, inundând străzile cu droguri și, cu Tenpenny care îi protejează de interferențele poliției, ajungând aparent de neoprit.

##### Exilul în afara Los Santos-ului
Cu toate acestea, Tenpenny decide să se folosească mai mult de CJ și astfel, în loc să-l arunce în închisoare, Tenpenny îl conduce în mediul rural din afara Los Santos-ului și îl amenință să aranjeze moartea lui Sweet în închisoare dacă Carl nu cooperează. Exilat în mediul rural, CJ este forțat să facă diverse favoruri pentru C.R.A.S.H, sub amenințarea ca Sweet să fie transferat într-un bloc de celule în care se află diverși Ballași. Totuși, CJ mai are câțiva aliați rămași, Cesar și Kendl, care pleacă și ei din Los Santos, pentru a-l ajuta pe Carl să facă rost de bani în urma exilării sale. Astfel, pe lângă a rezolva afacerile murdare ale lui Tenpenny, CJ începe să lucreze și cu verișoara lui Cesar, Catalina, pentru a face bani, cei doi jefuind împreună mai multe afaceri locale și chiar începând o relație, deși aceasta se dovedește a fi de scurtă durată. Carl își face, de asemenea, și niște prieteni și aliați noi, precum un hipiot numit The Truth, care deține o fermă de iarbă la periferia orașului San Fierro, și un lider orb al Triadelor din San Fierro, numit Wu Zi Mu. CJ câștigă mai târziu o cursă de mașini împotriva Catalinei și noului ei iubit, Claude, care sunt apoi nevoiți să-i dea lui Carl actele de proprietate pentru un garaj în San Fierro, înainte de a pleca împreună în Liberty City (ceea ce inițiază evenimentele din GTA III).

##### San Fierro
După ce îl ajută pe The Truth să-și distrugă ferma, pentru a scăpa de dovezi în urma descoperirii acesteia de către poliție, CJ merge împreună cu acesta la noul său garaj din San Fierro, unde îl așteaptă deja Cesar și Kendl. Cu ajutorul lui The Truth, care i-i prezintă pe mecanicii Dwayne și Jethro, și pe geniul în electronice Zero, Carl își începe curând propria afacere, recrutându-i pe aceștia să-l ajute cu garajul.
Cât timp ce se află în San Fierro, CJ se reîntâlnește cu Wu Zi Mu, care îi cere ajutorul cu un război dintre Triade și banda Da Nang Boys. Cu ajutorul lui Carl, Triadele îi elimină complet pe Da Nang Boys din San Fierro, iar Wu Zi Mu îi câștigă în sfârșit respectul superiorului său, Ran Fa Li. Tot în San Fierro, CJ se intersectează cu Sindicatul Loco, principalul furnizor de droguri al lui Big Smoke și Ryder, și reușește să se infiltreze în organizație lucrând pentru unul dintre membrii ei importanți, Jizzy B., cunoscându-l în cele din urmă pe liderul organizației, Mike Toreno. Carl trădează în cele din urmă organizația și îl omoară pe Jizzy, de la care obține apoi un telefon de unde află când și unde va avea loc următoarea întâlnire a Sindicatului cu Ballas și cu Ryder. Cu ajutorul lui Cesar și Wu Zi Mu, Carl abuschează întâlnirea, omorând un alt membru important al Sindicatului, T-Bone Mendez, iar apoi și pe Ryder, care a încercat să fugă. Mai târziu, CJ distruge elicopterul lui Toreno și apoi și fabrica de droguri a Sindicatului, astfel eliminând-ul complet din San Fierro.
Curând după toate acestea, Carl este sunat de un bărbat necunoscut care folosește o voce distorsionată digital și îi cere să-l întâlnească la o fermă din deșert. Acolo, CJ îl găsește pe Mike Toreno în viață, care îi dezvăluie că el este de fapt un agent guvernamental sub acoperire care spionează operațiunile criminale, și apoi îi cere ajutorul cu mai multe operațiuni, în schimbul eliberării lui Sweet din închisoare. Printre acestea se află și cumpărarea unui aerodrom abandonat din deșert, unde Carl se mută pentru ceva vreme, împreună cu The Truth. Acesta îi cere ajutorul lui CJ în a fura un jetpack experimental în valoare de 60 de milioane de dolari dintr-o bază militară din deșert, iar mai apoi și o substanță verde misterioasă de pe un tren militar. După acestea, The Truth îl lasă pe Carl să păstreze jetpack-ul și pleacă singur în Las Venturas.

##### Las Venturas
Ceva timp mai târziu, Carl se mută și el în Las Venturas, unde Wu Zi Mu îl invită să-i devină partener în afaceri la noul său cazinou, numit Cazinoul Cei Patru Dragoni. Totuși, afacerea suferă din cauza familiilor mafiote Leone, Sindacco și Forelli din Liberty City care controlează orașul, astfel că CJ îl ajută pe Wu Zi Mu să plănuiască un jaf al cazinoului Mafiei, numit Palatul Caligula. La scurt timp după sosirea lui în Las Venturas, Carl este sunat de The Truth, care îi cere să-i salveze din deșert pe Kent Paul și Maccer, managerul, respectiv cântărețul principal al unei trupe, cu care The Truth a petrecut seara trecută și care a dispărut fără urmă prin deșertul de lângă Las Venturas, în timp ce The Truth s-a trezit, în mod misterios, singur în Los Santos. CJ îi salvează pe Paul și Maccer din deșert și îi lasă la cazinoul Caligula, unde lucrează un vechi prieten de-al lui Paul, Ken Rosenberg, managerul cazinoului. Văzând acest lucru drept o oportunitate pentru a afla cât mai multe despre cazinou înainte de jaf, Carl începe să lucreze alături de Ken pentru Mafie în prevenirea unui război între cele trei familii. Însă acest lucru este de scurtă durată, deoarece, după moartea accidentală a lui Johnny Sindacco, familia Sindacco îi declară război lui Salvatore Leone, liderul familiei Leone, forțându-l să vină în Las Venturas și să preia controlul cazinoului Caligula în locul lui Ken, începând să-i țină pe acesta, Kent Paul și Maccer prizonieri. CJ îi ajută să scape, înscenându-le moartea și spunându-le să plece din Las Venturas și să nu iasă în evidență pentru ceva vreme, și își oferă apoi serviciile lui Salvatore. Acesta îl angajează pe Carl să elimine influența celorlalte două familii, ceea ce-i dă mai mult control asupra cazinoului, iar CJ reușește astfel să-i câștige încrederea lui Salvatore, aflând tot ce are nevoie să știe despre cazinou și Mafie. Cu toate aceste aspecte acoperite, jaful poate avea loc iar Carl și Triadele reușesc cu succes să se infiltreze în cazinou, să-l jefuiască și să scape apoi cu toți banii, în ciuda intervenției Mafiei și a autorităților. După jaf, Triadele încep să dețină și ele puțină putere asupra orașului, iar CJ devine partener de afaceri cu Wu Zi Mu în Cazinoul Cei Patru Dragoni, îmbogățindu-se mai mult ca niciodată.
Tot în Las Venturas, Carl îl întâlnește pe rapper-ul Madd Dogg din Los Santos, care, după ce a pierdut absolut tot (din cauza acțiunilor anterioare ale lui CJ de-al aduce al faliment în favoarea lui OG Loc), a ajuns la dorința de sinucidere. CJ îl salvează și îl duce apoi la spital, unde Madd Dogg îi mulțumește și se oferă să-l răsplătească prin a-l numi pe Carl noul său manager. Între timp, Tenpenny începe să fie investigat de guvern și, temându-se de arestarea lui inevitabilă, îl pune pe ofițerul Eddie Pulaski, mâna lui dreaptă, să-l ucidă pe CJ, dar și pe ofițerul Jimmy Hernandez, despre care Tenpenny a aflat că informa în secret Afacerile Interne despre corupția sa. În timp ce Pulaski îl forțează pe CJ să-și săpare propria groapă, Hernandez, grav rănit după ce a fost lovit în cap cu o lopată, se trezește și îl atacă pe Pulaski, salvându-l astfel pe CJ, deși Pulaski reușește să-l împuște și îl omoară. Pulaski încearcă apoi să fugă, dar Carl îl urmărește și îl ucide.

##### Întoarcerea în Los Santos (din nou)
Între timp, Madd Dogg iese din spital și îl roagă pe CJ să-l ajute să-și recapete faima și bogăția. Astfel, cu ajutorul lui Wu Zi Mu, Carl se întoarce în Los Santos și îi recucerește vila de la Vagos, cărora le-a vândut-o pentru droguri, iar apoi, cu ajutorul lui Ken Rosenberg, Kent Paul și Maccer, care au venit și ei în Los Santos, îi reîncepe cariera muzicală. Mai târziu, Carl este vizitat de Mike Toreno, care îi cere o ultimă favoare, iar în schimb el își ține cuvântul și îl eliberează pe Sweet din închisoare. CJ îl ia cu mașina din fața secției de poliție și îi spune despre tot succesul de care a avut parte de când a plecat, dar Sweet nu este impresionat și îl ceartă din nou că a uitat de Grove Street, care este acum într-o stare mai proastă ca niciodată. Sweet îi cere apoi să-l ducă înapoi pe Grove Street și, după ce ajung acolo, CJ vede că aceasta este acum plină de traficanți și dependenți de droguri, precum și de Ballași. Considerând că Grove Street este pierdută, Carl vrea să se întoarcă la noua lui casă, dar Sweet îl ajută să înțeleagă că Grove Street este casa lor și astfel cel doi frați lucrează împreună pentru a o recuceri.
Mai târziu, CJ îl ajută pe Sweet să recucerească și alte teritorii vechi ale Grove Street, și pe Madd Dogg să-și recapete cartea cu cântece de la OG Loc, care ajunge la faliment în timp ce Madd Dogg își reîncepe în mod oficial cariera muzicală. Între timp, din cauza lipsei de dovezi, investigația guvernului asupra lui Tenpenny este abandonată, ceea ce cauzează o revoltă agresivă la nivelul întregului Los Santos. Mai târziu, CJ îl ajută pe Cesar să recucerească teritoriul bandei sale de la Vagos și continuă să cucerească tot mai multe teritorii pentru Grove Street, până când aceasta devine suficient de puternică pentru ca Sweet să afle că Big Smoke se ascunde într-o fortăreață bine păzită din oraș.
Carl și Sweet se duc împreună să-l confrunte pe Big Smoke pentru trădarea sa, dar CJ îl convinge pe Sweet să rămână în mașină și să-l lase pe el să se ocupe singur de Big Smoke. După ce se luptă cu numeroși gangsteri care îl protejează pe Big Smoke prin etajele fortăreței, Carl îl confruntă în cele din urmă pe acesta și, în urma unei lupte, îl rănește mortal. Big Smoke îi mărturisește lui CJ că l-a trădat pe el și Grove Street pentru bani și putere, iar apoi moare din cauza rănilor, chiar când apare și Tenpenny, care îl amenință pe Carl cu arma pentru ca acesta să-l ajute să fure banii lui Big Smoke, cu care Tenpenny intenționează să fugă din San Andreas. După ce ia banii, Tenpenny fuge și îl lasă pe Carl să moară în fortăreața care este pe cale să explodeze, dar acesta reușește să scape. Tenpenny încearcă apoi să fugă cu un camion de pompieri, dar Sweet se prinde de mașină iar CJ îi urmărește pe cei doi, salvându-l pe Sweet. După o urmărire prin întregul Los Santos, Tenpenny pierde în cele din urmă controlul mașinii și cade de pe podul deasupra Grove Street, unde moare din cauza rănilor, în timp ce CJ și prietenii lui privesc.
Mai târziu, în casa lui Carl, acesta, Sweet, Kendl și Cesar se gândesc la viitorul lor și ce probleme mai au pe cap, chiar când apar și Madd Dogg, Ken Rosenberg, Kent Paul și Maccer, care își anunță primul lor Disc de Aur. În timp ce prietenii și aliații săi sărbătoresc, Carl se pregătește să iasă din casă, să vadă ce se mai întâmplă pe afară.

### Apariții în alte jocuri
Carl, împreună cu ceilalți protagoniști din era 3 a seriei GTA, este menționat în Grand Theft Auto IV, unde un desen de pe un zid sugerează că toți ar fi morți. Totuși, cum GTA IV se petrece într-un univers diferit de predecesorii săi, acest lucru nu este confirmat și este doar un easter egg. Alt easter egg cu privire la personaj este un afiș publicitar în care poate fi văzut un bărbat ce seamănă foarte mult cu CJ.

## Caracterizare

### Aspect
CJ este un tânăr afro-american în vârstă de 24 de ani. GTA San Andreas este jocul cu cel mai ridicat nivel de costumizare a protagonistului din seria Grand Theft Auto, astfel că aspectul lui CJ poate fi modificat în funcție de dorințele jucătorului, de la îmbrăcăminte, la aspectul fizic (slab/gras/musculos), tatuaje și freză și părul facial. Aspectul lui Carl îi influențează relația cu membrii bandei sale și alte NPC, având diferite dialoguri unice cu fiecare. Jucătorul poate să-l antreneze pe CJ la sălile de sport, învățându-l trei stiluri diferite de luptă (box, taekwondo și Muay Thai), s-au mărindu-i capacitățile fizice, de la forță la rezistență, viteză și cât timp poate să-și țină respirația sub apă. Mușchii pot fi obținuți fie lucrând la sală, fie mergând mai mult timp pe bicicletă; alternativ, CJ poate deveni gras dacă mănâncă prea mult la restaurante fast food, sau slab dacă nu mănâncă timp de câteva zile.

### Personalitate
Spre deosebire de protagoniștii anteriori, Claude și Tommy Vercetti, care erau niște sociopați și nu arătau niciun regret pentru victimele lor, CJ are o personalitate mai calmă și binevoitoare, adesea oferindu-le victimelor sale o șansă de a se răscumpăra înainte de a le omorî, precum Eddie Pulaski, pe care a încercat, fără succes, să-l convingă să-l trădeze pe Tenpenny. De asemenea, el arată regret după ce îi omoară pe Ryder și Big Smoke, deoarece, în final, au fost prietenii săi cei mai apropiați încă din copilărie. Cu toate acestea, Carl nu are nicio problemă să omoare membri ai unor bande rivale sau pe oricine îi stă în cale în misiunea sa, deși, de regulă, și aceștia încearcă la rândul lor să-l omoare. Din cauza vârstei sale încă destul de tinere și lipsei de experiență în viața de crimă, CJ dă adesea impresia că este naiv, ceea ce îi face pe unii să se îndoiască de inteligența sa, precum The Truth sau Catalina.  

### Inspirație
CJ este modelat după actorul său de voce, rapper-ul Young Malay, atât din punct de vedere al aspectului fizic, cât și al personalității.

## Recepție
Carl a devenit un personaj extrem de apreciat și faimos după succesul lui GTA San Andreas, fiind inclus în multe liste cu cele mai bune personaje din jocuri video din toate timpurile, printre care "Cele mai tari personaje din Grand Theft Auto" de la IGN, "Top 10 cel mai memorabile personaje din GTA" de la CraveOnline (locul 8), "Top 10 personaje din seria Grand Theft Auto" de la Sabotage Times, lista celor mai bune personaje negre din jocuri video de la Game Daily, "Top 10 personaje negre din jocuri video" de la Complex Gaming (locul 2), "Top 100 eroi din jocuri video" de la GamesRadar (locul 77), lista cu personaje care merită cel mai mult un film propriu de la UGO Networks (locul 2), lista cu cele mai bune personaje Xbox de la The Age (locul 33), și lista celor mai "memorabili, influenți și tari" protagoniști din jocuri de la GamesRadar (locul 77).